# Hood River (Oregon)
Hood River je město na stejnojmenné řece, která se zde vlévá do řeky Columbia v severním Oregonu v okrese Hood River County, asi 125 kilometrů východně od Portlandu. V roce 2006 tu žilo 6580 obyvatel. Město leží v Kaskádovém pohoří. Oficiálně bylo založeno 1856.

## Osobnosti města
- Cecil Dale Andrus, politik